# ال. فرانک بام
لایمن فرانک بام (به انگلیسی: Lyman Frank Baum) مشهور به ال. فرانک بام نویسنده کتاب‌های کودکان و روزنامه‌نگار آمریکایی، خالق جادوگر شهر اُز می‌باشد.

## زندگی
بام متولّدِ نیویورک بود و در خانواده‌ای آمریکایی ثروتمند بزرگ شد اما خود در چند پیشه‌ای که انتخاب کرد، ناموفق بود و حتی ورشکست شد و عاقبت پا به دنیای تئاتر گذاشت و توانست پیشرفت کند.
سرانجام، پس از آن که مدتی نیز خبرنگاری را امتحان کرد، نخستین کتابِ خود را با نامِ داستان‌های مامان‌غاز به نثر منتشر کرد که باعث شناساندن او به دنیای ادبیات شد. بالاخره، در دههٔ ۱۸۹۰، با همکاری تصویرگری به نام دِنسلوُ، جادوگر شگفت‌انگیز شهر اُز را منتشر کرد که نام این دو را بر سر زبان‌ها انداخت و پس از آن داستان‌های دیگری در سرزمین اُز نوشت که همگی موفقیت‌آمیز بودند؛ در این میان، بام کماکان شیفتگی خود را به تئاتر حفظ کرده بود و پی در پی در این زمینه سرمایه‌گذاری می‌کرد که باعث شد شکست بخورد و زندگی‌اش تحت فشار قرار بگیرد اما سرانجام با فروختنِ حق‌التألیف خود از آثار اُز به زندگی خود سر و سامانی داد. بام، سال ۱۹۱۹ در سن ۶۲ سالگی درگذشت.

## آثار
- جادوگر شهر از
- مجموعهٔ داستان‌های از
- جزیره شگفت‌انگیز یو، انتشارات کاروان

## نگارخانه

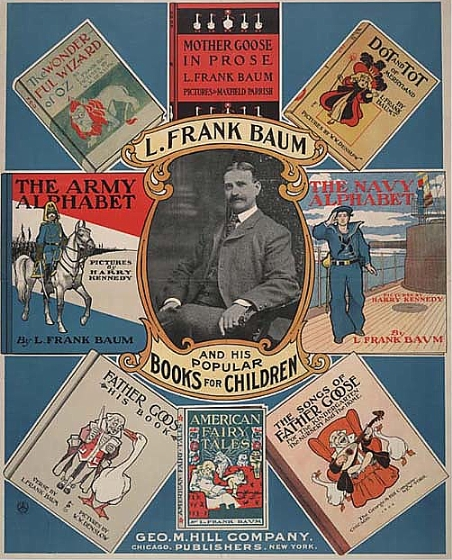
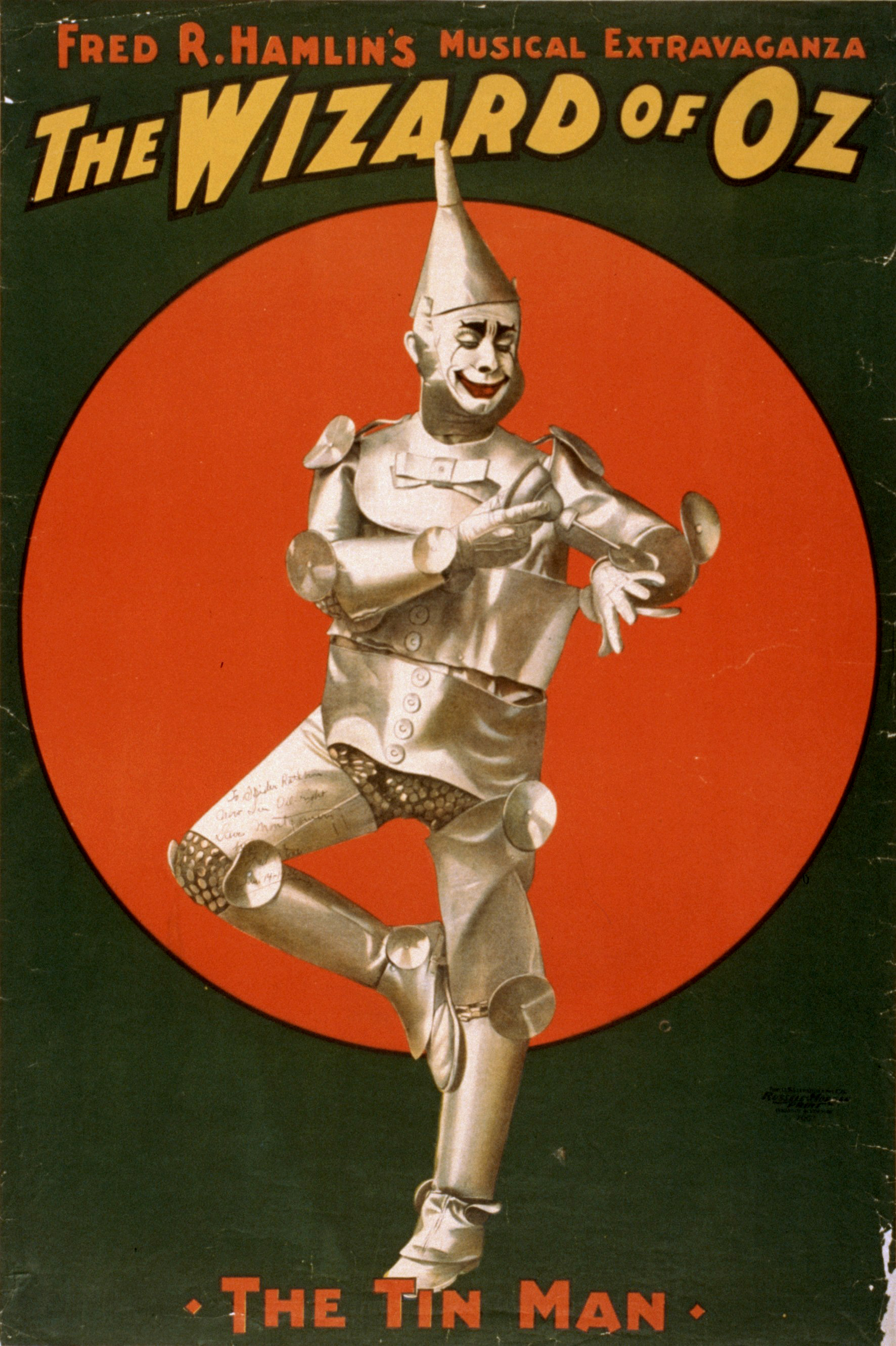
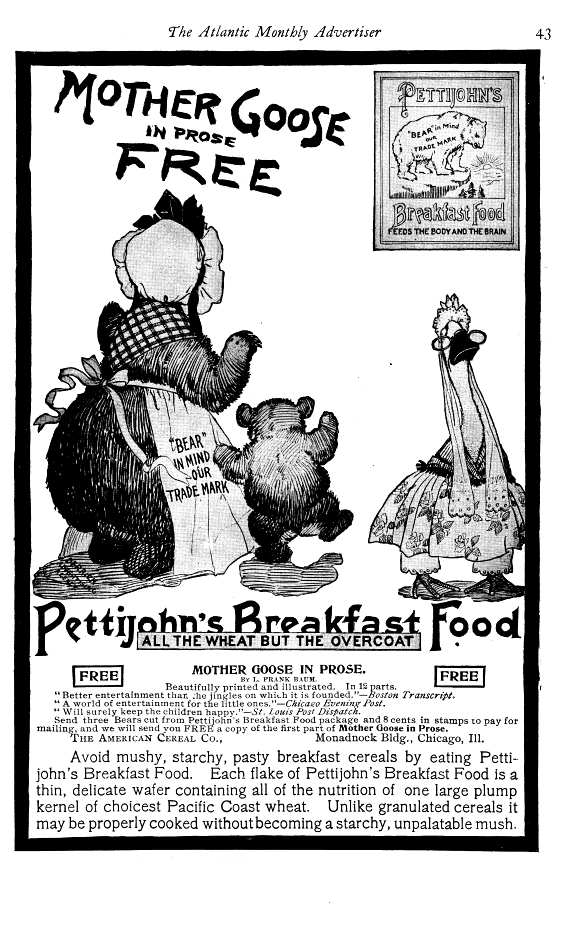
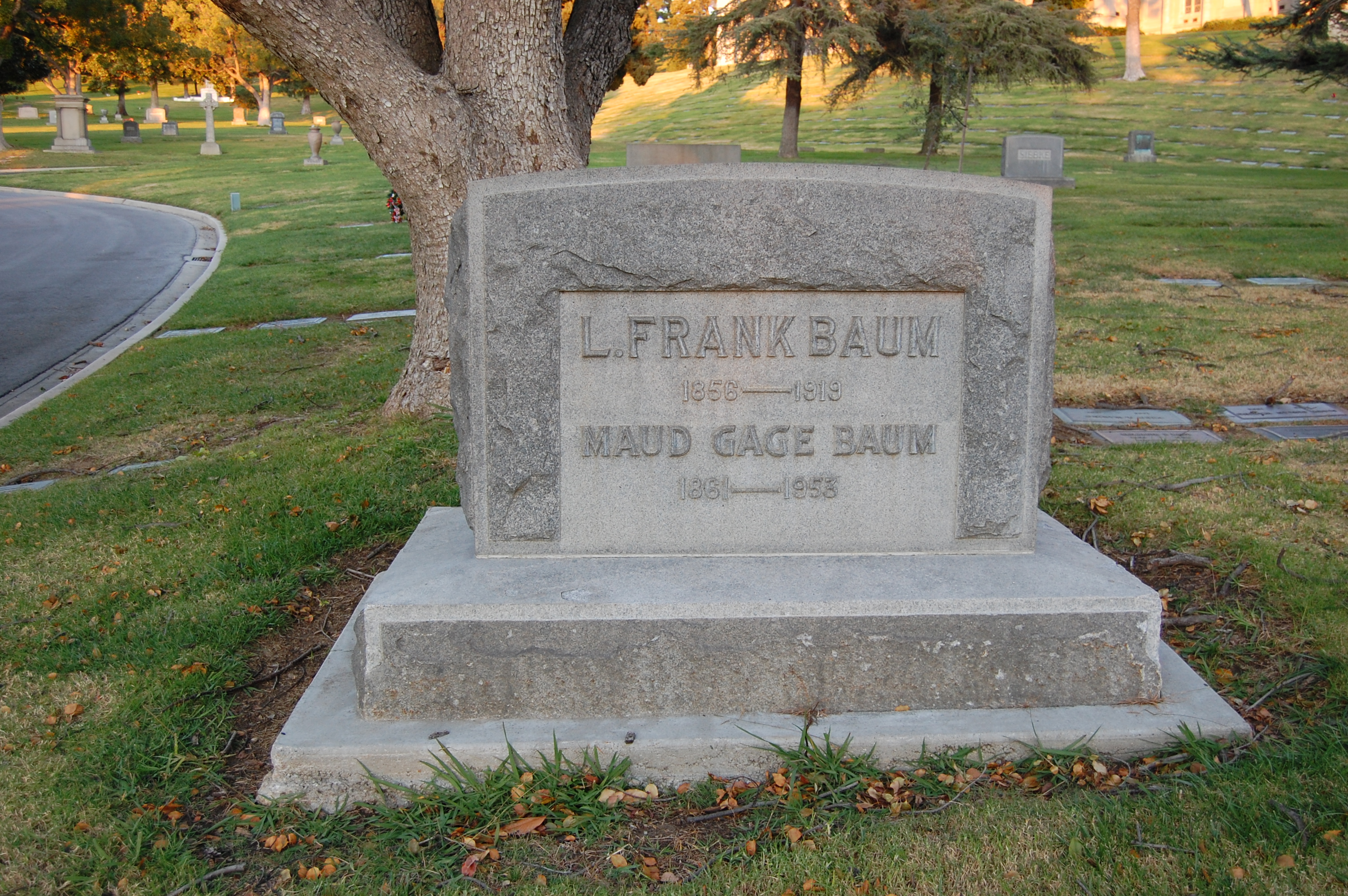